# Landkreis Freiwaldau

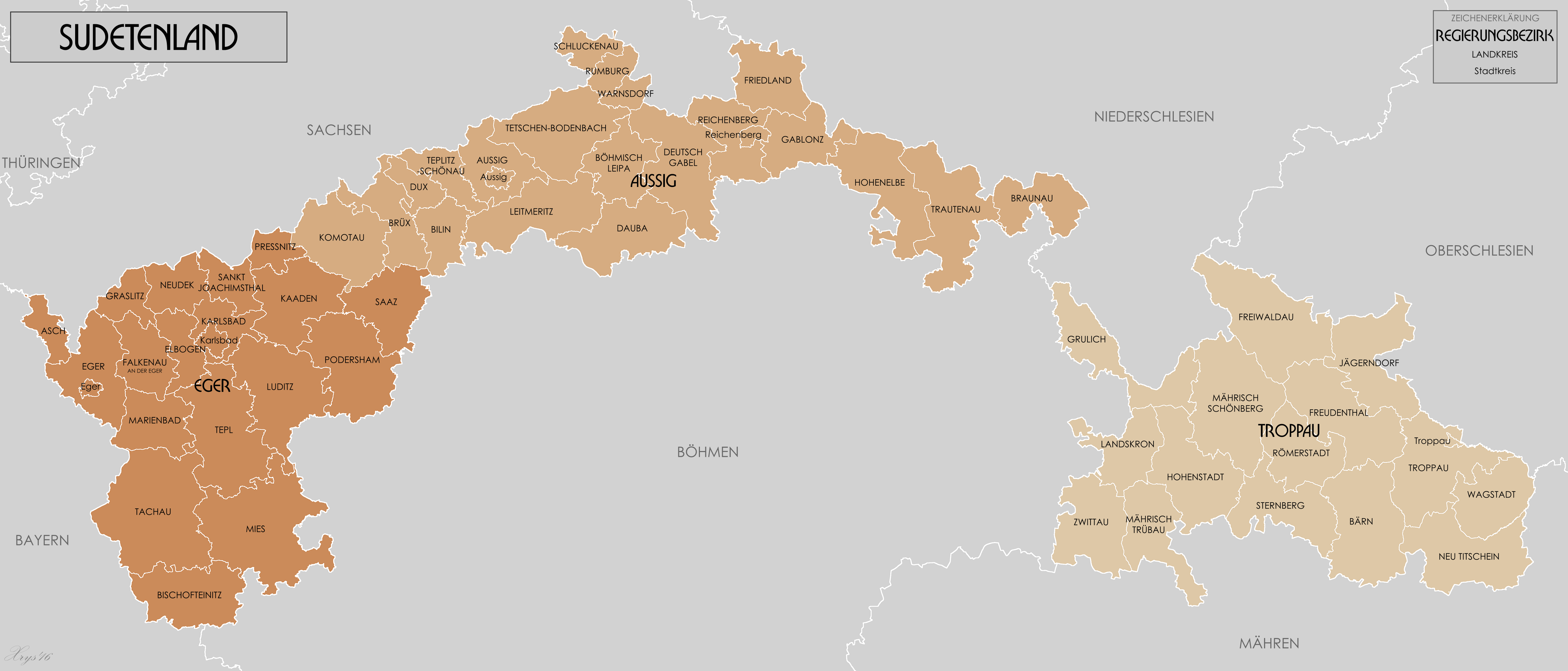
Verwaltungskarte des Reichsgaus Sudetenland

Der Landkreis Freiwaldau war ein Landkreis im Sudetenland und bestand als deutscher Landkreis in der Zeit zwischen 1938 und 1945. Sein Vorgänger, der Politische Bezirk Freiwaldau, bestand seit 1850.
Das Kreisgebiet hatte eine Fläche von 736,36 km².
Zum Landkreis Freiwaldau zählten am 1. Januar 1945:
- die 5 Städte Freiwaldau, Friedeberg, Jauernig, Weidenau und Zuckmantel
- sowie 35 weitere Gemeinden.

Das Gebiet des Landkreises Freiwaldau hatte gemäß den jeweiligen Volkszählungsergebnissen:
- 1910: 68.823 Einwohner (darunter 66.855 Deutsche)
- 1921: 66.108 Einwohner (darunter 63.029 Deutsche)
- 1930: 71.717 Einwohner (darunter 66.987 Deutsche)
- 1939: 70.005 Einwohner (darunter 69.390 Deutsche)

Am 22. Mai 1947 betrug die Einwohnerzahl nur mehr 36.302 Einwohner.

## Verwaltungsgeschichte

### Österreich-Ungarn
Der politische Bezirk Freiwaldau wurde 1850 geschaffen. Er war unterteilt in die Gerichtsbezirke Freiwaldau, Jauernig, Weidenau und Zuckmantel.

### Tschechoslowakei
Nach dem Ersten Weltkrieg wurde das Gebiet des Bezirks Freiwaldau von tschechischem Militär besetzt und schließlich gegen den Willen des Großteils seiner Bevölkerung in den neu entstandenen Staat Tschechoslowakei eingegliedert. Die aus österreichischer Zeit vorhandene Verwaltungseinteilung blieb auch im tschechoslowakischen Staat bestehen, amtlich wurde der Bezirk nun jedoch unter dem Namen Frývaldov geführt.

### Deutsches Reich
Als Ergebnis des Münchner Abkommens vom 29. September 1938 besetzten deutsche Truppen in der Zeit vom 1. bis 10. Oktober 1938 das Sudetenland. Der politische Bezirk Frývaldov trug fortan die frühere deutsch-österreichische Bezeichnung Freiwaldau. Seit dem 20. November 1938 führte der politische Bezirk Freiwaldau die Bezeichnung „Landkreis“. Er unterstand bis zu diesem Tage dem Oberbefehlshaber des Heeres, Generaloberst Walther von Brauchitsch, als Militärverwaltungschef.
Am 21. November 1938 wurde das Gebiet des Landkreises Freiwaldau förmlich in das Deutsche Reich eingegliedert und kam zum Verwaltungsbezirk der Sudetendeutschen Gebiete unter dem Reichskommissar Konrad Henlein.
Sitz der Kreisverwaltung wurde die Stadt Freiwaldau.
Ab dem 15. April 1939 galt das Gesetz über den Aufbau der Verwaltung im Reichsgau Sudetenland (Sudetengaugesetz). Danach kam der Landkreis Freiwaldau zum Reichsgau Sudetenland und wurde dem neuen Regierungsbezirk Troppau zugeteilt.
Zum 1. Mai 1939 wurde eine Neugliederung der teilweise zerschnittenen Kreise im Sudetenland verfügt, die sich aber auf den Landkreis Freiwaldau nicht auswirkte.
Bei diesem Zustand blieb es bis zum Ende des Zweiten Weltkriegs.

### ČSSR / Tschechische Republik
Seit 1945 gehörte das Gebiet zunächst wieder zur Tschechoslowakei. Heute ist es ein Teil der Tschechischen Republik.

## Landräte
1938–1939: ?
1940–1945: Alfred von Campe (1889–1945)

## Kommunalverfassung
Bereits am Tag vor der förmlichen Eingliederung in das Deutsche Reich, nämlich am 20. November 1938, wurden alle Gemeinden der Deutschen Gemeindeordnung vom 30. Januar 1935 unterstellt, welche die Durchsetzung des Führerprinzips auf Gemeindeebene vorsah. Es galten fortan die im bisherigen Reichsgebiet üblichen Bezeichnungen, nämlich statt:
- Ortsgemeinde: Gemeinde,
- Marktgemeinde: Markt,
- Stadtgemeinde: Stadt,
- Politischer Bezirk: Landkreis.

## Ortsnamen
Es galten die bisherigen Ortsnamen weiter, und zwar in der deutsch-österreichischen Fassung von 1918.

## Städte und Gemeinden
(Einwohner 1930/1939)

### Städte
1. Freiwaldau (8.251/7.440)
2. Friedeberg (1.478/1.612)
3. Hermannstadt (2.187/2.148)
4. Jauernig (3.067/2.932)
5. Weidenau (2.186/2.158)
6. Zuckmantel (4.473/4.363)

### Gemeinden
1. Adelsdorf (1.254/1.196)
2. Alt Rothwasser (2.101/2.066)
3. Barzdorf (2.631/2.394)
4. Böhmischdorf (2.693/2.767)
5. Breitenfurt (839/809)
6. Buchelsdorf (2.333/2.360)
7. Domsdorf (708/749)
8. Endersdorf (1.737/1.644)
9. Gröditz (931/918)
10. Groß Krosse (1.643/1.587)
11. Groß Kunzendorf (1.448/1.456)
12. Gurschdorf (1.848/1.955)
13. Jungferndorf (984/970)
14. Kohlsdorf (789/762)
15. Krautenwalde (438/375)
16. Neu Wilmsdorf (705/671)
17. Nieder Grund (469/493)
18. Nieder Lindewiese (3.470/3.290)
19. Niklasdorf, Markt (3.338/3.316)
20. Ober Gostitz (394/375)
21. Ober Grund (587/546)
22. Ober Lindewiese (1.544/1.430)
23. Petersdorf (623/654)
24. Reihwiesen (351/329)
25. Sandhübel (1.639/1.653)
26. Saubsdorf (1.734/1.710)
27. Schwarzwasser (2.182/2.276)
28. Setzdorf (3.240/3.323)
29. Sörgsdorf (1.087/1.078)
30. Thomasdorf (Domašov) (2.342/2.387)
31. Waldek (456/456)
32. Weißbach (772/736)
33. Weißwasser, Markt(1.104/1.025)
34. Wildschütz (1.661/1.574)

## Persönlichkeiten
- Carl Ditters von Dittersdorf, Komponist und Amtshauptmann
- Johann Schroth, der Semmeldoktor
- Vinzenz Prießnitz, der Wasserdoktor